# Svätuše
Svätuše és un poble i municipi d'Eslovàquia. Es troba a la regió de Košice, a l'est del país.

## Història
La primera referència escrita de la vila data del 1239.

## Demografia
| Godina             | 1994 | 2004   | 2014   | 2024   |
| ------------------ | ---- | ------ | ------ | ------ |
| Nombre de persones | 907  | 901    | 828    | 810    |
| Diferència         |      | −0,66% | −8,10% | −2,17% |

| Godina             | 2023 | 2024   |
| ------------------ | ---- | ------ |
| Nombre de persones | 799  | 810    |
| Diferència         |      | +1,37% |